# Aycani
Aycani es una pequeña cueva con pinturas rupestres en su pared derecha y en el fondo. La cueva, con una boca de 4.6 m de ancho y 2.7 m de altura, tiene una profundidad de 4 m, se sitúa en la cumbre del cerro del mismo nombre. 
Los dibujos representan camélidos, pintados de color blanco y diseños geométricos con muescas en rojo. Algunas figuras se encuentras deterioradas por desprendimientos de la roca, este proceso continua, poniendo en peligro las pinturas.
La cueva, que se conoce desde la década de 1950, se sitúa a 28 km desde el poblado de Conduriri,  de la Parcialidad de Huaracamayo, Distrito de Conduriri, provincia de El Collao, Departamento de Puno.